# Blas Galindo
Blas Galindo Dimas (San Gabriel, 3 februari 1910 – Mexico-Stad, 19 april 1993) was een Mexicaans componist, muziekpedagoog en dirigent.

## Levensloop
Galindo Dimas, zoon van Luis Galindo Nieves en zijn echtgenote Adriana Dimas Casillas, was als 7-jarig jongetje al lid van de kinderkoor onder leiding van de organist en koorleider Antonio Velasco Cuevas in de parochiekerk van zijn geboortestad. In 1928 werd in San Gabriel een Banda de Música opgericht en Blas werd ook actief lid van deze nieuwe vereniging. In 1931 vertrok hij naar Mexico-Stad om aan het Conservatorio Nacional de Música te studeren. Zijn leraren waren daar, José Rolón (harmonieleer en contrapunt), Candelario Huízar (muzikale analyse), Manuel Rodríguez Vizcarra (piano) en Carlos Chávez (compositie).
In 1933 schreef hij een Suite voor viool en cello, die in het Teatro Hidalgo in première ging. Later gaf hij muziek cursussen aan de hogeschool Escuela Normal Rural in El Mexe in Hidalgo. Als hij in 1935 naar Mexico-Stad terugkwam, vormde hij samen met José Pablo Moncayo, Salvador Contreras en Daniel Ayala de Grupo de los Cuatro, die concerten organiseerde en daarbij hun eigen werk uitvoeren liet. In 1936 en 1937 was hij slagwerker in het Orquesta Sinfónica de México (nu: Orquesta Sinfónica Nacional).
Vanaf 1940 schreef hij werken voor orkest maar ook balletten, die vooral door de choreograaf Ana Sokolov ingestudeerd en van hun ballet-compagnie uitgevoerd werden. Verder schreef hij een heel bekend werk voor strijkorkest en mariachi-ensemble Sones de mariachi. Deze werden van Carlos Chávez onder andere bij concerten in het Museum of Modern Art in New York geprogrammeerd. In 1941 was hij assistent aan het Berkshire Music Festival in Tanglewood, Massachusetts en kreeg aansluitend een studiebeurs van de Rockefeller Foundation. Zo kon hij onder andere bij Aaron Copland aan het Berkshire Music Center in Tanglewood studeren. Van 1942 tot 1945 was hij 2e dirigent van het Orquesta Sinfónica de México.
In 1942 kwam hij terug naar Mexico-Stad en werd professor voor compositie aan het Conservatorio Nacional de Música. In 1945 werd hij opvolger van José Rolón als hoofd van de afdeling harmonie en compositie. In 1947 werd hij tot directeur benoemd en bleef in deze functie tot hij in 1961 met pensioen ging.
In 1961 was hij oprichter van het Orquesta Sinfónica del Instituto Mexicano del Seguro Social en in 1968 medeoprichter van de Academia de las Artes.
Als componist schreef hij rond 150 werken voor verschillende genres, zoals werken voor orkest, koorwerken, kamermuziek, balletten, werken voor harmonieorkest, werken voor solisten, toneelwerken en filmmuziek.

## Composities

### Werken voor orkest
- 1940 Sones de mariachi
- 1951 Suite uit het ballet "La manda"
- 1952 Scherzo mexicano voor strijkorkest
- 1957 Segunda Sinfonía (2e symfonie)
- Concierto, voor fluit en orkest
- Concierto, voor viool en orkest
- Concierto, voor cello en orkest
- Concierto Nº 2, voor piano en orkest
- Homenaje a Cervantes, suite
- Letanía erótica
- Nocturno, voor orkest
- Obertura mexicana no. 2, voor piano en orkest
- Poema de Neruda, voor strijkorkest
- Sinfonía breve, voor strijkers

### Werken voor banda (harmonieorkest)
- Concierto, voor fluit en harmonieorkest
- Concierto, voor gitaar en harmonieorkest

### Missen, cantates en gewijde muziek
- 1946 Cantata a la Patria, cantate gebaseerd op het gedicht Suave Patria van Ramón López Velarde, voor gemengd koor en orkest
- 1957 Cantata Homenaje a Benito Juárez

### Toneelwerken
- 1951 La Manda, ballet

### Werken voor koor
- Dos Corazones, voor gemengd koor

### Vocale muziek
- 1939 Jicarita
- 1939 Mi querer pasaba el río
- 1939 Paloma blanca
- 1948 Me Gusta Cuando Callas”, voor vier stemmen - tekst: Pablo Neruda naar het gedicht homónimo
- Arrullo, voor solo zang en orkest
- Canciones de Jalisco
- Madre mía cuando muera, voor sopraan en orkest
- Segundo himno de Jalisco

### Kamermuziek
- 1947 Sonata, voor klarinet en piano (samen met: Carlos Chávez)
- 1948 Sonata, voor cello en piano
- Kwintet voor piano en strijkkwartet
- Suite, voor viool en piano

### Werken voor piano
- 1935 La lagartija
- 1936 Suite No. 2
  1. Impresión
  2. Caricatura de vals
  3. Jalisciense
- 1937 Sombra, Preludio
- 1937 Preludio
- 1938 Llano alegre
- 1939 Danzarina, wals
- 1941 Fuga en do, in twee delen
- 1944 Allegro para una sonata
- 1944 Preludio
- 1945 Cinco preludios
- 1945 Y ella estaba triste, Preludio
- 1952 Siete piezas
- 1964-1973 Piezas infantiles
- 1976 Sonata
- 1987 Preludio No. VI

### Werken voor gitaar
- Suplica de Amor

### Filmmuziek
- 1955 Raices

## Publicaties
- Amelia García León: Vida musical en Guadalajara. Guadalajara, Secretaría de Cultura, 1996. 134 p.
- Diccionario Porrúa de historia, biografía y geografía de México. México, Editorial Porrúa. 1995.
- Luis Sandi Meneses: Antología de la música clásica mexicana. México, Patria, 1991.
- Blas Galindo Dimas: Hacer música. Guadalajara, México. Universidad de Guadalajara, Dirección de Publicaciones, 1994. 85 p.

## Prijzen en onderscheidingen
- 1946 1e prijs bij het compositiewedstrijd van het secretariaat voor het openbare onderwijs (Secretaría de Educación Pública) (SEP)
- 1949 het kruis van de Poolse Restitutie (Polonia Restituta)
- 1954 de insignes "José Clemente Orozco".
- 1957 voor de 2e symfonie kreeg hij in Caracas, Venezuela de prijs "José Ángel Llamas" tijdens het Tweede Festival Latinoamericano
- 1964 de Premio Nacional de Artes y Ciencias
- 1980 de medaille en diplom van de Sociedad de Compositores de Jalisco en het Departamento de Turismo voor zijn werk als componist
- 1988 de Premio INBA Sinaloa de Composición Musical
- 1991 de medaille "Wolfgang Amadeus Mozart" van het Instituto Cultural Domec

- Biblioteca Nacional de España: XX4898953
- Bibliothèque nationale de France: cb13988673k (data)
- Gemeinsame Normdatei: 123997518
- International Standard Name Identifier: 0000 0001 1599 6531
- Library of Congress Control Number: n83127185
- MusicBrainz: ebed1509-9a44-4546-a5f2-6a5f68d14218
- Nationale Bibliotheek van Tsjechië: mzk2010585784
- Nationale Bibliotheek van Israël: 987007261573305171
- Nederlandse Thesaurus van Auteursnamen: 254908780
- Istituto Centrale per il Catalogo Unico: PUVV426174
- SNAC: w6rv3vq5
- Virtual International Authority File: 15693503
- WorldCat: E39PBJB4g7Mk9ptcRbHvCtVt8C